# Ernst Reiter
Ernst Reiter (Ruhpolding, 31 ottobre 1962) è un ex biatleta tedesco occidentale.

## Biografia
In Coppa del Mondo ottenne il primo risultato di rilievo il 13 gennaio 1984 a Oberhof (37°), il primo podio il 22 gennaio 1987 a Ruhpolding (3°) e l'unica vittoria il 28 gennaio 1988, ancora nel suo paese natale.
In carriera prese parte a due edizioni dei Giochi olimpici invernali, Sarajevo 1984 (22° nell'individuale, 3° nella staffetta) e Calgary 1988 (19° nella sprint, 29° nell'individuale, 2° nella staffetta), e a due dei Campionati mondiali, vincendo una medaglia.

## Palmarès

### Olimpiadi
- 2 medaglie:
  - 1 argento (staffetta a Calgary 1988)
  - 1 bronzo (staffetta a Sarajevo 1984)

### Mondiali
- 1 medaglia:
  - 1 bronzo (staffetta a Lahti/Lake Placid 1987)

### Coppa del Mondo
- 5 podi (4 individuali, 1 a squadre[1]):
  - 1 vittoria (individuale)
  - 1 secondo posto (individuale)
  - 3 terzi posti (2 individuali, 1 a squadre)

#### Coppa del Mondo - vittorie
| Data            | Località   | Nazione        | Spec. |
| --------------- | ---------- | -------------- | ----- |
| 28 gennaio 1988 | Ruhpolding | Germania Ovest | IN    |

Legenda:

IN = individuale

### Campionati tedeschi occidentali
- 1 oro (10 km sprint nel 1989)[2]